# Joseph Lamy
Pour les personnes ayant le même patronyme, voir Lamy.
Joseph Lamy, né en 1881 à Courtomer (Orne) et mort en 1947 à Paris, est un industriel français, cofondateur avec Émile Akar de la marque automobile Amilcar.

## Biographie
Tout aussi entreprenant que son associé, Joseph Lamy est le fils aîné d'une famille nombreuse et peu argentée de cultivateurs. Il naît en 1881 à Courtomer dans l'Orne.
À 19 ans, il part pour la Russie pour gagner sa vie. Il apprend le russe en quelques mois et devient professeur de français à l'université de Saint-Pétersbourg. Parallèlement, il est correspondant de L'Ouest-Éclair, journal pour lequel il effectue plusieurs reportages dont un voyage en Transsibérien jusqu'en Macédoine et en Corée.
Il rentre en France vers 1908, devient directeur des taxis de Monaco, puis il entre aux automobiles « Le Zèbre » (rue Villaret-de-Joyeuse à Paris) en tant que directeur commercial où il investira par la suite un certain capital.
En 1920-21, il fait donc alliance avec Émile Akar pour fonder Amilcar. Si son associé est le financier de la société, pour sa part il supervise la partie commerciale de l'affaire. La SA des automobiles Amilcar installe son siège à Paris, 34, rue du Chemin-Vert, puis à Saint-Denis. André Morel conduit leur voiturette sportive et participe au Bol d'or automobile notamment) avec "la voiturette 1.100 cmc la plus vite du monde : 200 kilomètres à l'heure", selon une publicité de 1926.
Il va vivre une période de grande prospérité et être en relation avec les célébrités de l'époque qui font l'acquisition d'une voiture de la marque : le roi Carol de Roumanie ou le roi d'Espagne Alphonse XIII.
Administrateur délégué d'Amilcar, il gagne 300 000 francs-or par an en 1925. Son train de vie reste néanmoins modeste et il consacre une partie de ses revenus à des libéralités en faveur de son village natal auquel il reste très attaché et dont il est conseiller municipal de 1931 à 1935.
Cet homme dynamique à l'esprit d'entreprise, crée au début des années 1920, en marge de ses activités industrielles, un restaurant boîte de nuit « Le Grand Teddy » 24, rue de Caumartin à Paris. Ce fut un établissement à la mode fréquenté par le « Tout-Paris » des années 1920.
En 1926, face à l'ampleur de la crise financière, Raymond Poincaré est rappelé à la tête du gouvernement. À l'initiative de Joseph Lamy, le village de Courtomer participe au mouvement de solidarité nationale en versant 100.000 francs au Trésor. Albert Londres, de L'Intransigeant, vient sur place interroger la population.
Lorsqu'il quitte Amilcar en 1927, Joseph Lamy devient concessionnaire Hudson et Essex jusqu'en 1935, son ancien pilote André Morel le rejoignant quelque temps pour participer au Tour de France automobile.
De 1935 à 1940, Lamy s'intéresse aux pots d'échappement dépolluants, à l'essence synthétique qui lui fait perdre encore beaucoup d'argent et il nourrit un projet d'exploitation d'une forêt d'hévéas dans l'île de Marajó, à l'embouchure de l'Amazone, au moment de la seconde fièvre du caoutchouc.
De 1941 à 1945, il crée une affaire de gazogènes, « Le Français » qui connaît un certain succès et équipe de nombreux camions. Il disparaît en 1947 atteint par la maladie.